# Биарриц (кантон)
Биарри́ц (фр. Biarritz) — кантон во Франции, находится в регионе Аквитания, департамент Атлантические Пиренеи. Входит в состав округа Байонна.
Код INSEE кантона — 6407. В кантон Биарриц входит коммуна Биарриц.

## История
Кантон был образован декретом от 25 февраля 2014 года, который вступил в силу 22 марта 2015 года. В состав новообразованного кантона вошли упразднённые кантоны Восточный Биарриц и Западный Биарриц.

## Население
Население кантона на 2015 год составляло … человек.